# アンドレイ・コレシュコフ
アンドレイ・コレシュコフ（ロシア語: Андрей Корешков, ラテン文字転写: Andrey Koreshkov、1990年8月23日 - ）は、ロシアの男性総合格闘家。オムスク州オムスク出身。ロスファイターズ・スポーツクラブ所属。元Bellator世界ウェルター級王者。
多彩な蹴り技とパワフルな左フックを武器とするストライカー。

## 来歴
自己防衛のため総合格闘技を始め、2010年にプロデビュー。

### Bellator
2012年9月28日、Bellator 74のウェルター級トーナメント1回戦でジョーダン・スミスと対戦し、3-0の判定勝ち。10月26日、Bellator 78の準決勝でマリウス・ザロムスキーと対戦し、パウンドでKO勝ち。11月30日、Bellator 82の決勝でライマン・グッドと対戦し、3-0の判定勝ちを収め優勝を果たした。
2013年7月31日、Bellator 97の世界ウェルター級タイトルマッチでベン・アスクレンと対戦し、パウンドでTKO負けを喫し王座獲得に失敗した。
2014年3月14日、Bellator 112のウェルター級トーナメント1回戦でナフション・バレルと対戦し、パウンドでKO勝ち。5月2日、Bellator 118の準決勝でジャスティン・ベイスマンと対戦し、跳び膝蹴りでKO勝ち。7月25日、Bellator 122の決勝でアダム・マクドノーと対戦し、3-0の判定勝ちを収め2度目の優勝を果たした。

#### 世界王座獲得
2015年7月17日、Bellator 140の世界ウェルター級タイトルマッチでドゥグラス・リマと対戦し、3-0の判定勝ちを収め王座獲得に成功した。
2016年4月22日、Bellator 153の世界ウェルター級タイトルマッチでベンソン・ヘンダーソンと対戦し、3-0の判定勝ちを収め初防衛に成功した。

#### 世界王座陥落
2016年11月10日、Bellator 164の世界ウェルター級タイトルマッチでドゥグラス・リマと再戦し、パウンドでKO負けを喫し王座陥落した。

## 戦績
| 総合格闘技 戦績 | 総合格闘技 戦績 | 総合格闘技 戦績 | 総合格闘技 戦績 | 総合格闘技 戦績 | 総合格闘技 戦績 | 総合格闘技 戦績 |
| --------------- | --------------- | --------------- | --------------- | --------------- | --------------- | --------------- |
| 33 試合         | (T)KO           | 一本            | 判定            | その他          | 引き分け        | 無効試合        |
| 28 勝           | 14              | 4               | 10              | 0               | 0               | 0               |
| 6 敗            | 2               | 2               | 2               | 0               | 0               | 0               |

| 勝敗 | 対戦相手                   | 試合結果                                         | 大会名                                                                           | 開催年月日     |
| ×    | ジェイソン・ジャクソン     | 2R 4:21 リアネイキドチョーク                     | PFL 2025 World Tournament 【2025年PFLウェルター級トーナメント1回戦】             | 2025年4月3日   |
| ○    | ゴイチ・ヤマウチ           | 5分3R終了 判定3-0                                | PFL 6 【2024年PFLウェルター級トーナメント・レギュラーシーズン2回戦】             | 2024年6月28日  |
| ×    | マゴメド・ウマラトフ       | 5分3R終了 判定0-3                                | PFL 3 【2024年PFLウェルター級トーナメント・レギュラーシーズン1回戦】             | 2024年4月19日  |
| ○    | ロレンズ・ラーキン         | 5分3R終了 判定2-1                                | 超RIZIN.2                                                                        | 2023年7月30日  |
| ○    | レオナルド・シウバ         | 2R 3:39 TKO（パンチ）                            | Shlemenko Fighting Championship 4                                                | 2022年6月18日  |
| ○    | チャンス・レンカウンター   | 1R 0:38 TKO（ボディへの右後ろ回し蹴り→パウンド） | Bellator 274: Gracie vs. Storley                                                 | 2022年2月19日  |
| ○    | サバ・ホマシ               | 5分3R終了 判定3-0                                | Bellator 264: Mousasi vs. Salter                                                 | 2021年8月13日  |
| ○    | アドリアーノ・ロドリゲス   | 1R 4:38 腕ひしぎ十字固め                         | AMC Fight Nights: Sochi                                                          | 2021年2月23日  |
| ×    | ロレンズ・ラーキン         | 5分3R終了 判定1-2                                | Bellator 229                                                                     | 2019年10月4日  |
| ○    | マイケル・ジャスパー       | 5分3R終了 判定3-0                                | Bellator 219: Awad vs. Girtz                                                     | 2019年3月29日  |
| ×    | ドゥグラス・リマ           | 5R 3:04 リアネイキドチョーク                     | Bellator 206: Mousasi vs. MacDonald 【ウェルター級ワールドグランプリ準々決勝】   | 2018年9月29日  |
| ○    | ヴァソ・バコセビッチ       | 1R 1:06 KO（スピニングバックキック）             | Bellator 203: Pitbull vs. Weichel 2                                              | 2018年7月14日  |
| ○    | チディ・ヌジョクアニ       | 1R 4:08 TKO（グラウンドの肘打ち）                | Bellator 182: Koreshkov vs. Njokuani                                             | 2017年8月25日  |
| ×    | ドゥグラス・リマ           | 3R 1:21 KO（左フック→パウンド）                  | Bellator 164: Koreshkov vs. Lima 2 【Bellator世界ウェルター級タイトルマッチ】    | 2016年11月10日 |
| ○    | ベンソン・ヘンダーソン     | 5分5R終了 判定3-0                                | Bellator 153: Koreshkov vs. Henderson 【Bellator世界ウェルター級タイトルマッチ】 | 2016年4月22日  |
| ○    | ドゥグラス・リマ           | 5分5R終了 判定3-0                                | Bellator 140: Lima vs. Koreshkov 【Bellator世界ウェルター級タイトルマッチ】      | 2015年7月17日  |
| ○    | アダム・マクドノー         | 5分3R終了 判定3-0                                | Bellator 122 【ウェルター級トーナメント 決勝】                                   | 2014年7月25日  |
| ○    | ジャスティン・ベイスマン   | 1R 1:41 KO（跳び膝蹴り）                         | Bellator 118 【ウェルター級トーナメント 準決勝】                                 | 2014年5月2日   |
| ○    | ナフション・バレル         | 1R 0:41 KO（膝蹴り→パウンド）                    | Bellator 112 【ウェルター級トーナメント 1回戦】                                  | 2014年3月14日  |
| ○    | デビッド・ゴメス           | 5分3R終了 判定3-0                                | FEFoMP: Battle of Empires 3                                                      | 2013年12月14日 |
| ×    | ベン・アスクレン           | 4R 2:59 TKO（パウンド）                          | Bellator 97 【Bellator世界ウェルター級タイトルマッチ】                           | 2013年7月31日  |
| ○    | ライマン・グッド           | 5分3R終了 判定3-0                                | Bellator 82 【ウェルター級トーナメント 決勝】                                    | 2012年11月30日 |
| ○    | マリウス・ザロムスキー     | 1R 2:14 KO（左フック→パウンド）                  | Bellator 78 【ウェルター級トーナメント 準決勝】                                  | 2012年10月26日 |
| ○    | ジョーダン・スミス         | 5分3R終了 判定3-0                                | Bellator 74 【ウェルター級トーナメント 1回戦】                                   | 2012年9月28日  |
| ○    | デリック・クランツ         | 3R 0:51 TKO（膝蹴り→パウンド）                   | Bellator 69                                                                      | 2012年5月18日  |
| ○    | タイワン・ハワード         | 1R 1:26 KO（右アッパー）                         | Bellator 63                                                                      | 2012年3月30日  |
| ○    | ケイシー・ウスコーラ       | 1R 4:03 TKO（パンチ連打）                        | FEFoMP: Battle of Empires 1                                                      | 2011年12月17日 |
| ○    | タダス・アレクソニス       | 2R 4:25 アナコンダチョーク                       | Union of Veterans of Sport: Russia vs. Europe                                    | 2011年11月19日 |
| ○    | トドル・ゼレズコフ         | 1R 3:46 TKO（パンチ連打）                        | FEFoMP: Open Championship of Vladivostok                                         | 2011年5月28日  |
| ○    | エルダド・レヴィ           | 2R 3:47 TKO（パンチ連打）                        | FEFoMP: Mayor's Cup 2011                                                         | 2011年5月7日   |
| ○    | アブドゥラ・ダダエフ       | 1R 腕ひしぎ十字固め                              | League S-70: Sambo 70 vs. Spain                                                  | 2011年4月21日  |
| ○    | エドゥアルド・コンセイソン | 1R 0:11 KO（膝蹴り）                             | Fight Festival 30                                                                | 2011年3月12日  |
| ○    | アンゾール・カルダノフ     | 1R 2:03 KO（膝蹴り）                             | Union of Veterans of Sport: Cup of Friendship                                    | 2010年12月4日  |
| ○    | アレクセイ・アランザエフ   | 1R 1:00 腕ひしぎ十字固め                         | FEFoMP: Open Championship of Vladivostok                                         | 2010年10月23日 |

## 獲得タイトル
- スポーツアコードワールドコンバットゲームズ パンクラチオン80kg級 優勝（2010年）
- 第1回パンクラチオン世界選手権 75kg級 優勝（2010年）
- Bellatorシーズン7 ウェルター級トーナメント 優勝（2012年）
- Bellatorシーズン10 ウェルター級トーナメント 優勝（2014年）
- 第4代Bellator世界ウェルター級王座（2015年）

## 表彰
- 近接格闘術 スポーツマスター